# Svenska Flygsportförbundet
Svenska Flygsportförbundet är ett specialidrottsförbund för flygsport. Förbundet bildades 1966 och valdes in i Riksidrottsförbundet samma år. Dess kansli ligger i Stockholm.
Förbundets ordförande är (2024) Tina Acketoft.